# Aleksandar Jevtić
 Ovo je glavno značenje pojma Aleksandar Jevtić. Za druga značenja pogledajte Aleksandar Jevtić (razdvojba).
Aleksandar Jevtić, zvan "Aco", je vukovarski Srbin koji je pomogao spasiti živote zarobljenih Hrvata u logoru Stajićevo u studenom 1991. tijekom Domovinskog rata, riskirajući život pošto je i sam zarobljen nakon pada Vukovara.
Među ostalima spasio je i brata poginulog vukovarskog branitelja Blage Zadre, Stanka Zadru.
Zoran Šangut tvrdi da je u obrani Hrvatske 1991. do 1995. sudjelovalo i oko 10.000 Srba.

## Biografija
Otac Aleksandra Jevtića bio je poslovođa Blagi Zadri prije rata. Nakon što je počeo rat, Jevtić nije htio ratovati ni na jednoj strani te je poput većina Vukovaraca bio u skloništu tijekom granatiranja grada. Zadro mu je obećao da ga nitko neće mobilizirati iz poštovanja prema njegovoj obitelji, a kada je poginuo, tu je ulogu preuzeo Blagin pokojni sin Robert i brat Stanko.
Nakon pada grada, JNA je zarobila tisuće vojnika i civila te ih prebacila u Srbiju, u logor Stajićevo. Nakon što je premlaćen, Jevtić je sreo jednog kapetana JNA koji je dočekao zarobljenike u logoru. Kapetan ga je prepoznao te se iznenadio što među Hrvatima vidi i Srbina, Jevtića, kojem je bio zapovjednik dok je služio vojni rok u Jugoslaviji. Jevtić mu je rekao da među zarobljenicima ima mnogo Srba koji su se jednostavno zatekli u Vukovaru pod opsadom. Kapetan JNA nakon toga angažirao ga je da od zarobljenika izdvoji Srbe od ostalih te ih stavi u drugi dio štale, gdje će biti sigurni. Međutim, usprkos opasnosti da ga stražari otkriju, Jevtić je uz srpske zarobljenike izdvojio i oko 150 Hrvata, izmislivši nekima lažna prezimena, te su svi prebačeni u drugi dio štale gdje ih nisu tukli. Među njima je bio i Predrag Matić i Zoran Šangut.
Stanko Zadro, koji je bio na izmaku snaga nakon premlaćivanja, prisjeća se kako ga je Jevtić uspio zaštititi:
| „ | Čuli su se samo pucnji i jauci. U staji smo morali čučnuti, staviti ruke na leđa i glavu pognuti dolje. U trenu sam pred sobom vidio vojničke čizme i obuću civila. “Kovačeviću, diž’ se!” I dalje sam gledao dolje. “Što čekaš, Kovačeviću, ‘ajde!” Podignem glavu i vidim jednog vojnika JNA i Acu Jevtića. Kad sam se podigao, vojnik me upitao: “Jesu li te bili?!” Jesu, rekoh. “Boga mu, ubiše Srbe! Trči u drugi dio štale”, zapovjedio je. | ” |
|   | |   |

Jevtić je nakon par dana izašao iz logora, ali se znao vraćati do žice i zarobljenicima donositi kruh. Naposljetku, logoraši su razmijenom zarobljenika početkom 1992. vraćeni u Hrvatsku.
Nakon što je "Latinica" 2008. snimila prilog o njemu u emisiji "I oni su branili Hrvatsku", odlikovan je u ožujku 2009. Redom Danice na prijedlog Udruge pravnika Vukovar '91. Jevtić je novinarima je skromno rekao da mu odlikovanje puno znači, no da se tih vremena zapravo ne želi prisjećati: "U tom trenutku nisam razmišljao o ničemu pa ni o posljedicama svoga čina. Pomogao sam nekima, ali mnogi kojima se nije moglo pomoći su ostali s druge strane," naglasio je. Član Udruge pravnika Vukovar "91. Predrag Matić Fred pojasnio je kako je to što je Jevtić učinio prije 18 godina u noći s 20. na 21. studenoga bila velika gesta zbog koje se u tim trenucima gubila glava.
Stanko Zadro je istaknuo da Jevtićev potez govori da dobrih ljudi ima i u zlim situacijama, te poručio kako je odlikovanje "dobro i za srpski i za hrvatski narod".